# Lia
Lia – japońska piosenkarka. Wykonywała piosenki przewodnie do gier komputerowych i seriali anime, takich jak powieści wizualne studia Key: Air i Tomoyo After: It’s a Wonderful Life oraz anime Angel Beats! Jej głos został użyty w syntezatorze śpiewu Vocaloid IA: Aria on the Planetes.

## Życie prywatne
1 lipca 2009 roku Lia ogłosiła na swoim blogu, że wzięła ślub i jest w ciąży. Jej córka urodziła się 31 stycznia 2010 roku.

## Dyskografia[4]

### Single
| Lp. | Nazwa                                                                                   | Data wydania         | Wytwórnia               | Pozycja na liście Oricon |
| --- | --------------------------------------------------------------------------------------- | -------------------- | ----------------------- | ------------------------ |
| 01. | „SHIFT – Sedai no Mukō” SHIFT〜世代の向こう〜                                           | 29 grudnia 2001      | I’ve                    |                          |
| 02. | „Natukage/nostalgia”                                                                    | 24 grudnia 2001      | Key Sounds Label        |                          |
| 03. | „Spica/Hanabi/Moon”                                                                     | 25 czerwca 2004      | Key Sounds Label        |                          |
| 04. | „Birthday Song, Requiem”                                                                | 25 czerwca 2004      | Key Sounds Label        |                          |
| 05. | „Kimi no Yoin – Tōi Sora no Shita de” 君の余韻 〜遠い空の下で〜                         | 24 marca 2005        | Dex Entertainment       |                          |
| 06. | „PRIDE 〜try to fight〜”                                                                | 21 czerwca 2006      | Marvelous Entertainment |                          |
| 07. | „Over the Future”                                                                       | 22 listopada 2006    | Marvelous Entertainment |                          |
| 08. | „doll/human”                                                                            | 30 stycznia 2008     | Marvelous Entertainment |                          |
| 09. | „Toki o Kizamu Uta/TORCH” 時を刻む唄/TORCH                                              | 14 listopada 2008    | Key Sounds Label        | 13                       |
| 10. | „My Soul, Your Beats!/Brave Song”                                                       | 26 maja 2010         | Key Sounds Label        | 3                        |
| 11. | „Ashita Tenki ni Nare” あした天気になぁれ                                               | 21 lipca 2010        | King Records            | 189                      |
| 12. | „Kizunairo” 絆-kizunairo-色                                                             | 27 października 2010 | AMG Music               | 6                        |
| 13. | „Kokoro ni Todoku Uta” 心に届く詩                                                       | 15 grudnia 2010      | Pony Canyon             | 46                       |
| 14. | „Kimi wa Hitori Nanka Janai yo/Song of Life” きみはひとりなんかじゃないよ／Song of Life | 17 sierpnia 2011     | MJ Music                | 177                      |
| 15. | „Lorelei no Uta” ローレライの詩                                                         | 21 listopada 2012    | Pony Canyon             | 56                       |
| 16. | „JUSTITIA”                                                                              | 5 marca 2014         | Pony Canyon             | 29                       |
| 17. | „Heartily Song”                                                                         | 1 kwietnia 2015      | Key Sounds Label        | 17                       |
| 18. | „Bravely You/Yakeochinai tsubasa”                                                       | 26 sierpnia 2015     | Key Sounds Label        | 4                        |

### Albumy

#### Albumy studyjne
- prismatic (26 czerwca 2005, queens label, #190)
- Colors of Life (25 maja 2005, Dex Entertainment, #92)
- gift (29 grudnia 2005, queens label)
- dearly (1 listopada 2006, queens label, #145)
- new moon (2 września 2008, queens label; 3 września 2008, Pony Canyon, #107)

#### Kompilacje
- Lia & LIA COLLECTION ALBUM -Special Limited BOX- (20 czerwca 2007, queens label, #53)
- Lia Collection Album Vol.1 -Diamond Days- (19 września 2007, queens label, #192)
- Lia Collection Album Vol.2 -Crystal Voice- (17 października 2007, queens label, #213)
- key+Lia Best 2001-2010 (24 czerwca 2011, Key Sounds Label, #11)

#### LIA
- enigmatic LIA (22 września 2005, queens label)
- enigmatic LIA 2 (16 lutego 2007, queens label)
- Lia & LIA COLLECTION ALBUM -Special Limited BOX- (20 czerwca 2007, queens label i Pony Canyon)
  - LIA COLLECTION ALBUM -SPECTRUM RAYS-
- enigmatic LIA 3 -worldwide collection- (1 kwietnia 2009, Pony Canyon)
- enigmaticLIA4-Anthemical Keyworlds- / enigmaticLIA4-Anthemnia L’s core- (22 czerwca 2011, queens label)